# Mosquée Qingjing
La mosquée Qingjing (chinois : 清净寺 ; chinois traditionnel : 清淨寺 ; pinyin : qīngjìng sì), aussi appelée mosquée Aisuhabu (艾苏哈卜清真寺, àisūhābǔ qīngzhēnsì), est une mosquée située à Quanzhou, dans la province du Fujian en République populaire de Chine.
Elle est érigée en 1009, sous le règne de Song Zhenzong, de la dynastie Song (du Nord) dans le style de Damas. Selon les inscriptions fondatrices conservées dans la mosquée, elle remonte à l'an 710 AH / 1310 AD, et c'était entre les mains de l'un des marchands, Ahmed bin Muhammad al-Qudsi, connu sous le nom de Rukn Haji al-Shirazi,.
C'est une des plus anciennes constructions musulmanes de Chine, inscrite dans la liste des sites historiques et culturels majeurs protégés au niveau national en 1961.
|                   |
| Porte du bâtiment |

|                     |
| Intérieur du 奉天坛 |

|                                                                    |
| Stèle datant de la 5e année du règne de Yongle (dynastie Ming)敕谕 |

|                                      |
| Salle du bienfait lumineux (礼拜堂） |